# Amarkantak
Amarkantak – miasto w Indiach, w stanie Madhya Pradesh. W 2011 roku liczyło 8416 mieszkańców.